# Polycarena calva
Polycarena calva là một loài thực vật có hoa trong họ Huyền sâm. Loài này được Levyns miêu tả khoa học đầu tiên năm 1939.